# Bungbulang (plaats)
Bungbulang is een bestuurslaag in het regentschap Garut van de provincie West-Java, Indonesië. Bungbulang telt 7977 inwoners (volkstelling 2010).